# Walter Jakoby
Walter Jakoby (* 1958 in Trier) ist ein deutscher Wissenschaftler mit den Schwerpunkten Management und Automatisierung.

## Wirken
Jakoby wuchs im Hunsrück in der Nähe von Trier auf. Nach dem Abitur und der Wehrzeit studierte er von 1977 bis 1982 Elektrotechnik an der Universität Kaiserslautern. Anschließend arbeitete er dort von 1982 bis 1986 als wissenschaftlicher Mitarbeiter auf dem Gebiet adaptiver nichtlinearer Systeme.
Nach seiner Promotion gründete er 1986 die Autronic Automatisierungstechnik GmbH. Dieses Startup entwickelte Hard- und Software für Automatisierungssysteme. So wurde z. B. eine eigensichere Steuerung für den Schildausbau in Bergwerken sowie eine Anlage zum automatisierten Heben von Gebäuden entwickelt.
1990 trat er die Professur für Automatisierung an der Hochschule Trier an und gehörte von 2004 bis 2019 dem dortigen Hochschulrat an. Daneben ist Jakoby Professeur Associé der Universität Luxemburg.

## Auszeichnungen
- Preis des Freundeskreises der Universität Kaiserslautern (1986)
- Lehrpreis des Landes Rheinland-Pfalz (2005)[2]
- Anerkennungspreis des Aphorismen-Wettbewerbs 2025 des Deutschen Aphorismus-Archivs (DAphA)[3]

## Schriften
- Rekursive Parameter-Identifikationsalgorithmen für stochastische nichtlineare Systeme, Düsseldorf, VDI-Verlag, 1987, ISBN 978-3-18-143908-1
- Automatisierungstechnik, Springer, Berlin, 1996, ISBN 3-540-60371-9
- Supermann, was nun?, Trier, 2006, ISBN 3-89890-111-4
- Später beginnt heute – Gedankensprünge in kurzen Sätzen, BoD, Norderstedt, 2017, ISBN 978-3-7448-4100-9
- Projektmanagement für Ingenieure. Ein praxisnahes Lehrbuch für den systematischen Projekterfolg, Springer Vieweg, Wiesbaden, 5. Auflage 2021, ISBN 978-3-658-32790-3
- Intensivtraining Projektmanagement. Ein praxisnahes Übungsbuch für den gezielten Kompetenzaufbau, Springer Vieweg, Wiesbaden, 3. Auflage 2021, ISBN 978-3-658-32835-1
- Qualitätsmanagement für Ingenieure, Springer Vieweg, Wiesbaden, 2. Auflage 2022, ISBN 978-3-658-36676-6
- Eigen und sinnig – Gedankenblitze aus heiterem Hirn, BoD, Norderstedt, 2023, ISBN 978-3-7528-1299-2